# Roman Codreanu

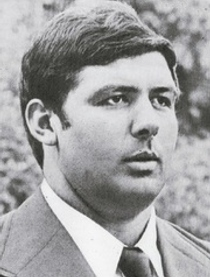
Roman Codreanu

Roman Codreanu (* 17. November 1952 in Zimandu Nou, Kreis Arad; † 26. Mai 2001 in Arad, Kreis Arad) war ein rumänischer Ringer.

## Werdegang
Roman Codreanu war schon als Jugendlicher sehr schwer. Das Ringen war deshalb für ihn die passende Sportart. Nachdem sein Talent erkannt worden war, wurde er zum Sportklub Astra Arad delegiert. Nach dem Gewinn der rumänischen Meisterschaft im Superschwergewicht wurde er auch bei internationalen Wettkämpfen eingesetzt und erzielte dabei viele Erfolge. Sein Körpergewicht betrug damals ca. 145 kg. Seinen größten Erfolg erzielte er 1978, als er in Oslo überlegener Europameister wurde und dabei auch den vielfachen bulgarischen Weltmeister Alexandar Tomow besiegte. Insgesamt wurde er acht Mal rumänischer Meister im Superschwergewicht. Nach den Olympischen Sommerspielen 1984 in Los Angeles beendete er seine aktive Karriere, da der Weltverband FILA die Obergrenze der Gewichtsklasse auf für Codreanu unerreichbare 130 kg festgelegt hatte.
Ab Anfang der 1980er Jahre studierte er am Institut für Erziehung und Sport in Bukarest und schloss dieses Studium 1986 als Diplom-Sportlehrer ab. Codreanu wurde Trainer in Arad, musste dieses Amt aber aus Gesundheitsgründen schon 1998 aufgeben. Um seine Rente aufzubessern, übernahm er anschließend den Job des Kartenverkäufers bei Astra Arad. Er verstarb 2001 im Alter von 48 Jahren an den Folgen einer schweren Herzerkrankung und hinterließ eine Frau und zwei Söhne.

## Internationale Erfolge
(OS = Olympische Spiele, WM = Weltmeisterschaft, EM = Europameisterschaft, GR = griech.-römischer Stil, SS = Superschwergewicht)
- 1974, 3. Platz, EM in Madrid, GR, SS, mit Siegen über Zygmunt Andrecki, Polen, Karl-Heinz Gerdsmeier, BRD und Jürgen Bohndorf, DDR und Niederlagen gegen Alexandar Tomow, Bulgarien und Schota Morschiladse, UdSSR;
- 1974, 5. Platz, WM in Katowice, GR, SS, mit Siegen über Henryk Tomanek, Polen und Ömer Topuz, Türkei und Niederlagen gegen Alexandar Tomow und János Rovnyai, Ungarn;
- 1975, 5. Platz, EM in Ludwigshafen am Rhein, GR, SS, mit Siegen über Topuz und Lorenz Hecher, BRD und Niederlagen gegen Nikola Dinew, Bulgarien und Oleksandr Koltschynskyj, UdSSR;
- 1975, 3. Platz, WM in Minsk, GR, SS, mit Siegen über Seji Matsunaga, Japan, Tomanek, Billy Van Wart, USA und Niederlagen gegen Alexandar Tomow und Oleksandr Koltschynskyj;
- 1976, 6. Platz, EM in Leningrad, GR, SSm mit Sieg über Arne Robertsson, Schweden und Niederlagen gegen József Nagy, Ungarn und Oleksandr Koltschynskyj;
- 1976, Bronzemedaille, OS in Montreal, GR, SSm mit Siegen über János Rovnyai, Richard Wolff, BRD, Robertsson und William Lee, USA und Niederlagen gegen Alexandar Tomow und Oleksandr Koltschynskyj;
- 1978, 1. Platz, EM in Oslo, GR, SS, mit Siegen über Andrecki, Alexandar Tomow, Awtandil Maisuradse, UdSSR und József Nagy;
- 1978, 3. Platz, WM in Mexiko-Stadt, GR, SS mit Siegen über János Rovnyai, Tomanek, Gunder Gundersen, Norwegen und Niederlagen gegen Prvoslav Ilic, Jugoslawien und Dinew (in beiden Kämpfen wurden beide Ringer wegen Passivität disqualifiziert und erhielten jeweils 4 Strafpunkte);
- 1979, 2. Platz, EM in Bukarest, GR, SS, mit Siegen über Antonio Lapenna, Italien, Ilic, Kenan Ege, Türkei und einer Niederlage gegen Tomanek (beide disqualifiziert);
- 1979, 10. Platz, WM in San Diego, GR, SS, nach Niederlagen gegen Ilic und Alexandar Tomow;
- 1980, 4. Platz, EM in Prievidza, GR, SS, mit Sieg über Lapenna und Niederlagen gegen Ilic und Dinew (jeweils beide Ringer disqualifiziert);
- 1980, 5. Platz, OS in Moskau, Gr, SS, mit Sieg über Marek Galiński, Polen und Niederlagen gegen Oleksandr Koltschynskyj und Alexandar Tomow;
- 1983, 4. Platz, EM in Budapest, GR, SS, hinter Dinew, József Nagy, Jewgeni Artjuchin, UdSSR und vor Ilic und Lapenna